# Rohrenkopf
Der Rohrenkopf ist ein 1172,7 m ü. NHN hoher Berg im Südschwarzwald. Der Nordteil des Berges samit seiner Bergkuppe liegt auf der Gemarkung von Häg-Ehrsberg, der Südteil liegt auf der Gemarkung von Gersbach, einem Ortsteil der Stadt Schopfheim im Landkreis Lörrach.

## Geographie
In südwestlicher Richtung liegt die Kreisstadt Lörrach 32 km weit entfernt. 
Der Rohrenkopf ist mit 1172,7 m Gersbachs höchste Erhebung. Die Spitze selbst liegt allerdings auf der Gemarkung der Gemeinde Häg-Ehrsberg. Bei klarem Wetter sind die Schweizer Alpen mit dem Dreigestirn Eiger, Mönch und Jungfrau zu sehen.

## Windpark
Zwischen dem 2. Mai und Dezember 2016 wurde mit einem Investitionsvolumen von 29 Millionen Euro von den Elektrizitätswerken Schönau auf dem Rohrenkopf ein Windpark errichtet. Der Park besteht aus insgesamt fünf Windkraftanlagen des Typs Enercon E 115 mit einer Nennleistung von jeweils 3 MW und einer Nabenhöhe von 149 Metern. Die Rotorblatteile sind jeweils 45 Meter lang.
Die Inbetriebnahme der fünf Anlagen erfolgte zwischen Dezember 2016 und Januar 2017. In ihrem ersten Betriebsjahr erzeugte der Windpark Rohrenkopf 31.110 MWh Strom, im Jahr 2018 waren es 32.100 MWh. Die Höhenlage im Südschwarzwald macht den Windpark zum höchstgelegenen in Deutschland.